# Olaf-Gulbransson-Museum Tegernsee

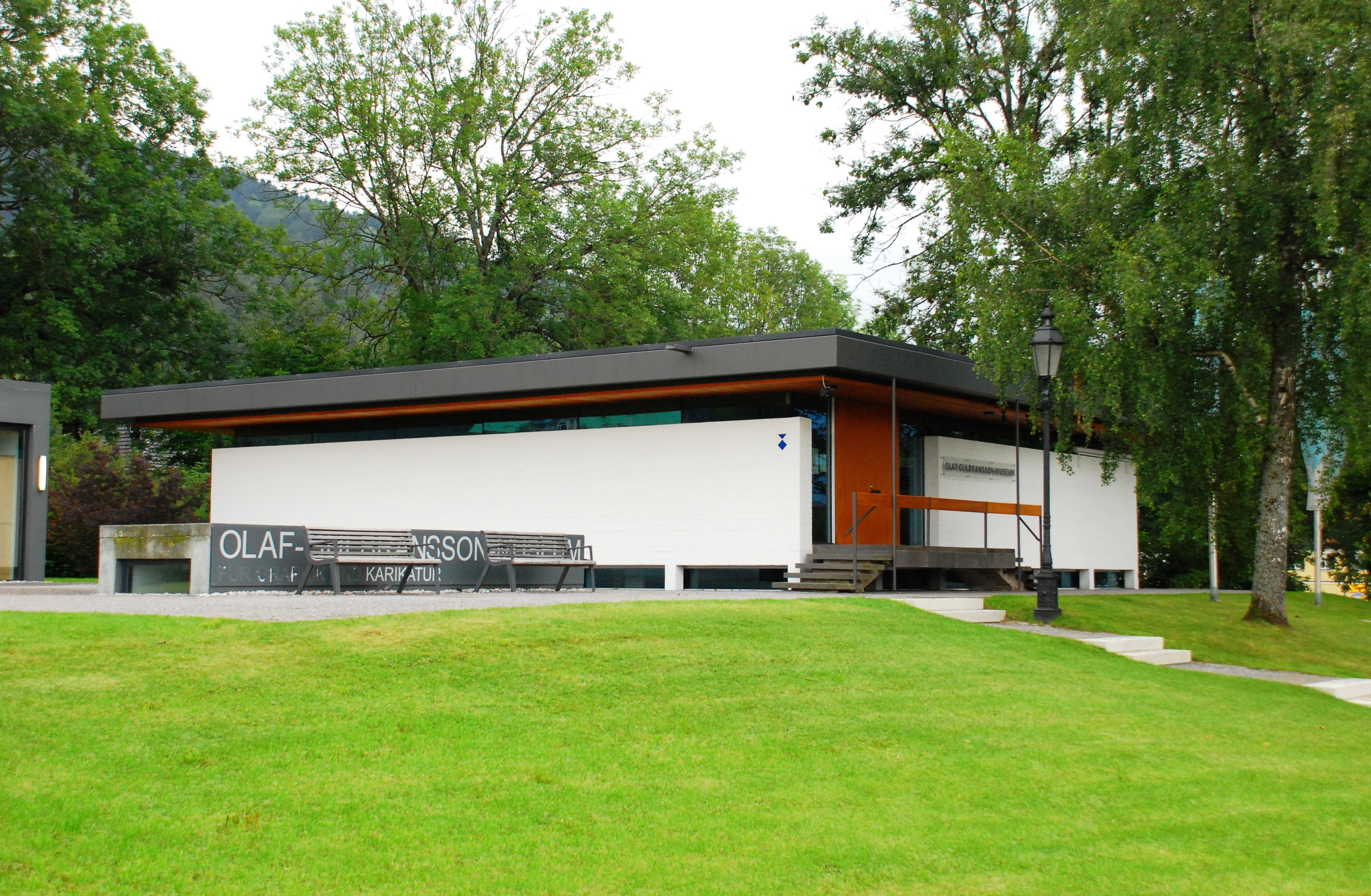
Olaf Gulbransson Museum

Das Olaf-Gulbransson-Museum Tegernsee ist eine Zweiggalerie der Bayerischen Staatsgemäldesammlungen. Es beherbergt die Werke des norwegischen Malers und Zeichners Olaf Gulbransson, Werke seines Schülers Josef Oberberger und veranstaltet Ausstellungen zur Geschichte der Karikatur, mit zeitgenössischen Karikaturisten und Illustratoren sowie zur Kunst der Klassischen Moderne. Das Gebäude befindet sich in Tegernsee, Kurgarten 5, und ist ein Baudenkmal.

## Geschichte
1962 wurde auf Initiative der Witwe des Künstlers, Dagny Björnsson-Gulbransson, in Tegernsee ein Stifterverein zur Errichtung des Museums gegründet. Die Schirmherrschaft übernahmen Bundespräsident Theodor Heuss und Bundeskanzler Ludwig Erhard. Am 31. Mai 1966 konnte das Museum im Kurgarten von Tegernsee eröffnet werden. 1973 wurden das Gebäude und als Olaf-Gulbransson-Stiftung ein wesentlicher Teil der Exponate auf den Freistaat Bayern übertragen. Das Museum wurde zur Zweiggalerie der Bayerischen Staatsgemäldesammlungen. Die Verwaltung und den Betrieb des Museums übernahm die Olaf Gulbransson Gesellschaft e.V. Tegernsee im Einvernehmen mit den Bayerischen Staatsgemäldesammlungen.
Durch die am 31. August 2007 gegründete Walter-Kames-Stiftung steht der Olaf Gulbransson Gesellschaft e.V. Tegernsee seither über ein Drittel des lithographischen Werkes von Honoré Daumier zur Verfügung. Sonderausstellungen mit thematischen Schwerpunkten werden im Graphikkabinett gezeigt.

## Architektur
Das 1966 eröffnete Museum, ein Pavillon-Bau mit damals noch offenem Atrium, wurde von Sep Ruf entworfen, der in diesen Jahren mehrere Bauten am Tegernsee verwirklichte, darunter einen Anbau an den historischen Schererhof, in dem Gulbransson gelebt hatte.
1993 wurde das Museum um einen unterirdischen Ausstellungsraum erweitert. 2007/2008 wurde neben dem Museum, weitgehend unterirdisch im Kurpark gelegen ein Neubau errichtet. Er umfasst neben einem neuen Eingang mit Kasse und Shop zwei Ausstellungsräume sowie Lager- und Verwaltungsräume. Im Anschluss daran wurde der Ruf-Bau denkmalgerecht saniert und zeitgenössischen Ausstellungsbedingungen entsprechend ausgebaut.

## Die Sammlung
Dauerhaft ausgestellt sind die Gemälde Gulbranssons und eine ausführliche Dokumentation zur Geschichte der Satirezeitschrift Simplicissimus mit einem Schwerpunkt auf den Beiträgen von Gulbransson. In Wechselausstellungen werden u. a. die Zeichnungen Gulbranssons, die Lithographien von Daumier und Werke Oberbergers gezeigt.
2023 wurde die Gulbransson-Dauerausstellung neu gestaltet. Sie rückt nun – „ohne etwas zu beschönigen oder zu verschweigen“ – wie Sabine Reithmaier in der Süddeutschen Zeitung schreibt, die vielfältigen Facetten Gulbranssons, „pointiert in den Mittelpunkt“, so auch den wenig rühmlichen Opportunismus des Malers in der NS-Zeit.
- Liste der Baudenkmäler in Tegernsee